# Trochalus lucens
Trochalus lucens är en skalbaggsart som beskrevs av Frey 1970. Trochalus lucens ingår i släktet Trochalus och familjen Melolonthidae. Inga underarter finns listade i Catalogue of Life.